# Let 'Em In
«Let 'Em In» es una canción del músico británico Paul McCartney publicada en el quinto álbum de estudio de Wings Wings at the Speed of Sound en 1976. La canción fue compuesta con su mujer, Linda McCartney, y publicada como segundo sencillo promocional del álbum, alcanzando el puesto 3 tanto en la lista estadounidense Billboard Hot 100 y el 2 en la lista británica UK Singles Chart. En Canadá, «Let 'Em In» también alcanzó el puesto 3 durante tres semanas en las listas de pop y el primer puesto en la lista MOR de RPM. 
El sencillo fue certificado disco de oro por la RIAA al vender más de un millón de copias.
"Let 'Em In" es particularmente notable por su riqueza instrumental, a pesar de la sencillez de su letra. La canción hace uso del piano, tambor, instrumentos de metal (incluido un solo de trombón) e instrumentos de viento  (presentando flautas), más voces de respaldo de Linda y otros miembros de Wings.

## Letra
La letra de «Let 'Em In» hace referencia a varios amigos y familiares de McCartney que, sin una razón justificada, llaman a la puerta o tocan el timbre de su casa y él exclama "Let"Em In" ("Déjalos entrar"): «sister Suzy», supuestamente una referencia a Linda, que usaba el seudónimo de Suzy en Suzy and the Red Stripes; «brother John», una referencia al hermano de Linda, John Eastman; Phil and Don, los Everly Brothers; «brother Michael», en referencia al hermano de McCartney, Mike McCartney; y «auntie Gin», la tía de Paul. En la segunda estrofa, «brother Michael» es reemplazado por «Uncle Ernie», una referencia a Keith Moon, batería de The Who que interpretó el papel de tío Ernie en la película Tommy. En la tercera estrofa, «Auntie Gin» es reemplazada por «Uncle Ian».

## Lista de canciones
Vinilo de 7"
1. «Let 'Em In»
2. «Beware My Love»

## Versiones
- «Let 'Em In» fue versionada en 1977 por Billy Paul, con una lista de figuras africanas y americana en sustitución a las referencias familiares de McCartney. La versión alcanzó el puesto 26 en la lista UK Singles Chart.
- En 1991 fue versionada por Jellyfish como introducción de la canción «That Is Why» en directo, y publicada en el álbum Bellybutton.
- En 1992 fue versionada por ShineHead en su álbum Sidewalk University y presentó su videoclip en el año 1993.
- En 2007 fue versionada por Freedy Johnston en su álbum My Favourite Waste of Time.
- En 2001 fue versionada por Starbellyen el álbum Coming Up: Indie Tribute to the Music of Paul McCartney.
- En 2024 fue versionada por Los Bunkers en su álbum Los Bunkers (MTV Unplugged).